# Yokosuka P1Y
Yokosuka P1Y Ginga (銀河, „Galaxia”) a fost un bombardier bimotor, utilizat de Armata Imperială Japoneză în al Doilea Război Mondial. A fost succesorul lui Mitsubishi G4M iar porecla dată de aliați a fost Frances.

## Caracteristici Yokosuka P1Y
Echipaj: 3
Caracteristici tehnice:
- Lungime: 15,00 m
- Anvergură: 20,00 m
- Înălțime: 4,30 m
- Suprafață portantă: 55,0 m2
- Masă (gol): 7265 kg
- Masă (gata de zbor): 10 500 kg
- Motor: 2 × Nakajima NK9C Homare 12 de 1825 CP (1361 kW)

Performanțe:
- Viteză maximă: 547 km/h la 5900 m
- Viteză de croazieră: 370 km/h la 4000 m
- Plafon de zbor: 9400 m
- Autonomie: 5370 km
- Încărcare alară: 191 kg/m2
- Putere specifică: 0,20 kW/kg

Armament:
- 1 × 20 mm tun orientabil tip 99, montat în bot
- 1 × 13 mm mitralieră de tip 2 în spate